# 単経
単 経（ぜん けい、生没年不詳）は、中国後漢時代末期の武将。

## 事績
公孫瓚配下の武将。『三国志』魏書武帝紀・公孫瓚伝に登場する。初平2年（191年）以降、公孫瓚は従弟の公孫範の活躍もあって、河北で袁紹を凌ぐ程に勢力を拡大していた。この時、公孫瓚は厳綱を冀州刺史、田楷を青州刺史に任命したが、同時に単経も兗州刺史に任命されている。
初平3年（192年）春、公孫瓚は界橋の戦いで袁紹に敗れた。同年中（秋以降）に、単経は公孫瓚の命令で平原に駐屯し、劉備や陶謙と協力して袁術を救援しようとしたが、曹操と袁紹に打ち破られた。単経のその後は不明である。
なお、小説『三国志演義』には登場しない。